# Sucker
Sucker (stilizat ca SUCKER) este al doilea album de studio al cântăreței și compozitoarei Charli XCX, lansat pe 15 decembrie 2014 de către Asylum și Atlantic Records. Albumul a primit recenzii pozitive din partea criticilor și a fost inclus pe lista de sfârșit de an cu  cele mai bune albume din ultimele douăsprezece luni. Primul singel de pe album a fost "Boom Clap" care a devenit hit, urmat de "Break The Rules", "Doing it" în featuring cu cântăreața engleză Rita Ora și "Famous". Charli a promovat albumul printr-o serie de apariții publice și spectacole live televizate, precum și Jingle Ball Tour 2014.   
Ea a deschis, de asemenea, turul european Prismatic World Tour a lui Katy Perry în 2015.

## Single-uri
„Boom Clap”, primul single de pe album a fost lansat la nivel mondial la 17 iunie 2014. Aceasta a făcut inițial parte din coloana sonoră pentru  The Fault in Our Stars. Piesa a avut un succes comercial, ajungând pe locul șase în UK Singles Chart și numărul opt în Billboard Hot 100.
„Break the Rules” a fost lansat ca al doilea single de pe album. Videoclipul piesei a fost lansat pe 24 august 2014. Piesa a avut un succes moderat, ajungand pe locul zece în Australia, numărul patru în Germania, numărul șase în Austria, Franța, Norvegia, Belgia și Marea Britanie. Mai mult decât atât, piesa a ajuns pe locul nouăzeci și unu la US Billboard Hot 100, a doua intrare a ei consecutiv pe grafic.
„Doing it” a fost lansat la 6 februarie 2015 ca al treilea single de pe album. Unica versiune dispune de un featuring cu cantareața de origine engleză, Rita Ora. Detalii despre colaborare au apărut pentru prima dată pe Twitter atunci când un setlist pentru BBC Radiom 1  conținea piesa. Acesta a ajuns pe locul opt în UK Singles Chart.
„Famous” a fost lansat pe 29 mai 2015, ca al patrulea single de pe album. Iar videoclipul oficial a fost lansat pe data de 23 martie 2015.

## Lista pieselor
| Nr.             | Titlu                  | Autor(i)                                                                         | Producer(s)                    | Lungime |  |
| 1.              | „Sucker”               | Charlotte Aitchison Justin L. Raisen Jeremiah Raisen                             | J.L. Raisen Jerry James        | 2:42    |  |
| 2.              | „Break the Rules”      | Aitchison Steve Mac Tor E. Hermansen Mikkel S. Eriksen Robopop                   | Mac Stargate Cashmere Cat      | 3:23    |  |
| 3.              | „London Queen”         | Aitchison J.L. Raisen J. Raisen Ariel Rosenberg Remi Nicole                      | J.L. Raisen                    | 2:51    |  |
| 4.              | „Breaking Up”          | Aitchison Patrik Berger Noonie Bao Markus Krunegård                              | P. Berger John Hill            | 2:17    |  |
| 5.              | „Gold Coins”           | Aitchison P. Berger                                                              | P. Berger Hill Stefan Gräslund | 3:02    |  |
| 6.              | „Boom Clap”            | Aitchison P. Berger Fredrik Berger Gräslund                                      | P. Berger Gräslund             | 2:49    |  |
| 7.              | „Doing It”             | Aitchison Ariel Rechtshaid Jarrad Rogers Bao Burns                               | Rechtshaid Mr. Rogers          | 3:48    |  |
| 8.              | „Body of My Own”       | Aitchison P. Berger Christian Olsson                                             | P. Berger                      | 2:45    |  |
| 9.              | „Famous”               | Aitchison Greg Kurstin                                                           | Kurstin                        | 3:52    |  |
| 10.             | „Hanging Around”       | Aitchison Rivers Cuomo J.L. Raisen J. Raisen                                     | J.L. Raisen                    | 3:18    |  |
| 11.             | „Die Tonight”          | Aitchison P. Berger Bao Krunegård Pontus Winnberg Rostam Batmanglij Andrew Wyatt | P. Berger                      | 2:51    |  |
| 12.             | „Caught in the Middle” | Aitchison Benjamin Levin Nick van Hofwegen                                       | Benny Blanco Young & Sick      | 3:01    |  |
| 13.             | „Need Ur Luv”          | Aitchison Batmanglij Bao Wyatt                                                   | Batmanglij                     | 3:45    |  |
| Lungime totală: | Lungime totală:        | Lungime totală:                                                                  | Lungime totală:                | 40:26   |  |

## Datele lansărilor
| Țară                       | Dată              | Format                           | Casă de discuri    | Ref.          |
| -------------------------- | ----------------- | -------------------------------- | ------------------ | ------------- |
| Statele Unite ale Americii | 15 decembrie 2014 | CD Descărcare digitală           | Neon Gold Atlantic | [ 6 ] [ 7 ]   |
| Canada                     | 16 decembrie 2014 | CD                               | Warner             | [ 8 ]         |
| Canada                     | 19 decembrie 2014 | Descărcare digitală              | Warner             | [ 9 ]         |
| Australia                  | 19 decembrie 2014 | CD descărcare digitală           | Warner             | [ 10 ] [ 11 ] |
| Franța                     | 9 februarie 2015  | CD descărcare digitală           | Warner             | [ 12 ] [ 13 ] |
| Germania                   | 13 februarie 2015 | CD descărcare digitală           | Warner             | [ 14 ] [ 15 ] |
| Irlanda                    | 13 februarie 2015 | CD descărcare digitală           | Asylum Atlantic    | [ 16 ] [ 17 ] |
| Țările de Jos              | 13 februarie 2015 | CD descărcare digitală           | Warner             | [ 18 ] [ 19 ] |
| Regatul Unit               | 16 februarie 2015 | CD descărcare digitală           | Asylum Atlantic    | [ 20 ] [ 21 ] |
| Italia                     | 17 februarie 2015 | CD descărcare digitală           | Warner             | [ 22 ] [ 23 ] |
| Japonia                    | 18 februarie 2015 | CD descărcare digitală           | Warner             | [ 24 ]        |
| Statele Unite ale Americii | 10 martie 2015    | Descărcare digitală (re-lansare) | Neon Gold Atlantic | [ 25 ]        |
| Canada                     | 31 martie 2015    | LP                               | Warner             | [ 26 ]        |
| Statele Unite ale Americii | 31 martie 2015    | LP                               | Neon Gold Atlantic | [ 27 ]        |

## Referențe
1. ↑  „Charli XCX's "Boom Clap" Crosses the 1 Million Sales Mark”. Headline Planet.
2. ↑  „Charli XCX - Break The Rules [Official Video]”. YouTube. 25 august 2014.
3. ↑  O'Mance, Brad (7 ianuarie 2015). „Charli XCX's new single features Rita Ora (and the UK album release has gone back again)”. Popjustice. Accesat în 8 ianuarie 2015.
4. ↑  „Charli XCX - Famous (Remixes EP) - iTunes”. iTunes UK. 29 mai 2015. Accesat în 29 mai 2015.
5. ↑  Gordon, Jeremy; Phillips, Amy (23 martie 2015). „Charli XCX Skewers Internet Culture in Surreal "Famous" Video”. Pitchfork Media. Accesat în 18 aprilie 2015.
6. ↑  „Charli XCX: SUCKER”. Amazon.com. Accesat în 30 martie 2015.
7. ↑  „Sucker [Explicit]: Charli XCX: MP3 Downloads”. Amazon.com. Accesat în 30 martie 2015.
8. ↑  „Sucker: Charli XCX”. Amazon.ca. Accesat în 30 martie 2015.
9. ↑  „SUCKER (Explicit) (2014) | Charli XCX”. 7digital (CA). Arhivat din original la 21 decembrie 2014. Accesat în 30 martie 2015.
10. ↑  „Sucker”. JB Hi-Fi. Accesat în 30 martie 2015.
11. ↑  „SUCKER (Explicit) (2014) | Charli XCX”. zdigital (AU). Arhivat din original la 10 martie 2015. Accesat în 30 martie 2015.
12. ↑  „Sucker: Charli Xcx” (în French). Amazon.fr. Accesat în 30 martie 2015.
13. ↑  „Sucker [Explicit]: Charli XCX: Téléchargements MP3” (în French). Amazon.fr. Accesat în 30 martie 2015.
14. ↑  „Sucker” (în German). Amazon.de. Accesat în 30 martie 2015.
15. ↑  „Sucker [Explicit]: Charli XCX: MP3-Downloads” (în German). Amazon.de. Accesat în 30 martie 2015.
16. ↑  „SUCKER – Charli XCX (CD)”. HMV Ireland. Arhivat din original la 2 martie 2015. Accesat în 30 martie 2015.
17. ↑  „SUCKER (Explicit) (2014) | Charli XCX”. 7digital (IE). Arhivat din original la 4 martie 2016. Accesat în 30 martie 2015.
18. ↑  „Sucker, Charli Xcx” (în Dutch). bol.com. Accesat în 30 martie 2015.
19. ↑  „SUCKER (Explicit) (2014) | Charli XCX” (în Dutch). 7digital (NL). Arhivat din original la 2 aprilie 2015. Accesat în 30 martie 2015.
20. ↑  „Sucker by Charli Xcx”. Amazon.co.uk. Accesat în 30 martie 2015.
21. ↑  „Sucker [Explicit]: Charli XCX: MP3 Downloads”. Amazon.co.uk. Accesat în 30 martie 2015.
22. ↑  „Charli XCX – Sucker” (în Italian). Internet Bookshop Italia. Accesat în 30 martie 2015.
23. ↑  „Sucker [Explicit]: Charli XCX: Musica Digitale” (în Italian). Amazon.it. Accesat în 30 martie 2015.
24. ↑  „Sucker [Explicit]: Charli XCX: MP3 Downloads”. Amazon.co.jp. Accesat în 30 martie 2015.
25. ↑  „Sucker [Explicit]: Charli XCX: MP3 Downloads”. Amazon.com. Accesat în 18 aprilie 2015.
26. ↑  „Sucker (Vinyl): Charli XCX”. Amazon.ca. Accesat în 30 martie 2015.
27. ↑  „Charli XCX: SUCKER (Vinyl w/Digital Download)”. Amazon.com. Accesat în 30 martie 2015.